# راناسینگ پرماداسا
راناسینگ پرماداسا (سینهالی: රණසිංහ ප්‍රේමදාස؛ زاده ۲۳ ژوئن ۱۹۲۴ – درگذشته ۱ مهٔ ۱۹۹۳) یک سیاست‌مدار اهل سری‌لانکا بود. وی سومین رئیس‌جمهور سری‌لانکا از ۲ ژانویه ۱۹۸۹ تا زمان ترورش در ۱ مه ۱۹۹۳ بود.